# August Nikolaus Müller
August Nikolaus Müller (* 12. Februar 1856 in Dortmund; † 10. April 1926 in Kassel) war ein deutscher Verwaltungsjurist und Kommunalpolitiker. Im Laufe seiner Karriere war er Oberbürgermeister der Städte Eisenach und Kassel.

## Leben
Müller besuchte von 1865 bis 1870 das Gymnasium in Dortmund und von 1870 bis 1874 das Lyceum in Hannover. Anschließend studierte er bis 1877 Rechtswissenschaft an der Ruprecht-Karls-Universität Heidelberg, der Georg-August-Universität Göttingen und der Friedrich-Wilhelms-Universität Berlin. 1874 wurde er Mitglied des Corps Vandalia Heidelberg. Nach dem ersten Staatsexamen absolvierte er von 1878 bis 1880 sein Referendariat in Marburg und Uelzen. Müller arbeitete ab 1880 als Rechtsanwalt in Weimar und seit 1884 im Verwaltungsdienst des Herzogtums Sachsen-Weimar-Eisenach. Hier wurde er 1887 Bezirkskommissar, später Bezirksrat in Eisenach.
Am 1. Juni 1893 wurde Müller zum Oberbürgermeister von Eisenach ernannt, nachdem sein Vorgänger Georg von Eucken-Addenhausen zum Direktor des Verwaltungsbezirks Eisenach befördert wurde. Müllers Amtszeit prägte Eisenach in wirtschaftlicher, sozialer und kultureller Hinsicht nachhaltig. In seine Amtszeit fällt die Grundsteinlegung für das Eisenacher Südviertel (1894), die Gründung der Fahrzeugfabrik Eisenach (1896), die Errichtung von Hotels und Kureinrichtungen, die Eröffnung der Straßenbahn Eisenach (1897), der Gasanstalt am Siebenborn, des Reuter-Wagner-Museums, des Sophienbads und vieles mehr.
1897 wurde unter seiner Mitwirkung mit einem Festzug und der Einrichtung eines Volksfests die Tradition des Eisenacher Sommergewinns wiederbelebt. Zum 1. Mai 1900 führte Müller eine „Fremden-Abgabe“ in Eisenach ein. Fremde, die sich zwischen dem 1. Mai und dem 1. Oktober länger als fünf Tage in Eisenach aufhielten, hatten pro Person 2 Mark, pro Familie 4 Mark zu bezahlen. Die Verordnung wurde 1925 aufgehoben und dafür 1928 eine Kurtaxe eingeführt.
Am 2. Juli 1900 übernahm August Müller das Amt des Oberbürgermeisters von Kassel; sein Nachfolger in Eisenach wurde ab dem 15. November 1900 Georg von Fewson.
Auch in Kassel schaffte es Müller, die Stadt nachhaltig zu entwickeln und zu verändern. Ihm gelang die Eingemeindung der Vororte Wahlershausen, Kirchditmold, Rothenditmold und Bettenhausen, so dass die Stadt 1906 18.000 Einwohner hinzugewann. Unter seiner Führung wuchs Kassel bis 1910 von 103.000 auf 153.000 Einwohner. Auch in Kassel wurden während Müllers Amtszeit zahlreiche große öffentliche Gebäude eingeweiht, so zum Beispiel das Dienstgebäude der Landesversicherungsanstalt Hessen-Nassau (1904), das Dienstgebäude der Oberpostdirektion Kassel und das Polizeipräsidium im Königstor (beide 1907), der Neubau der Kunstakademie an der Aue, das Hoftheater am Friedrichsplatz und das neue Kasseler Rathaus (alle 1909). 
Aus gesundheitlichen Gründen trat Müller 1912 nicht zur Wiederwahl an; im Juli 1912 endete seine reguläre Amtszeit. Müller verbrachte seinen Lebensabend in Kassel. Er starb auf den Tag genau 26 Jahre nach seiner Wahl zum Kasseler Oberbürgermeister am 10. April 1926. Als Oberbürgermeister war er von 1900 bis 1912 Mitglied des Preußischen Herrenhauses und in den Jahren 1905 bis 1912 Mitglied des Kurhessischen Kommunallandtages und des Provinziallandtages der Provinz Hessen-Nassau.
Müller war verheiratet mit Elisabeth geb. Sperber und hatte zwei Kinder.

## Ehrungen
Nach August Müller ist in Eisenach die Müllerstraße benannt.